# Chanbara fufu
Chanbara fūfu (チャンバラ夫婦, lit. "casal chanbara") é um filme mudo japonês dirigido por Mikio Naruse e lançado em 1930.

## Sinopse
O roteiro deste filme está perdido.

## Elenco
- Hisao Furuya como Hachiro Momokawa
- Mitsuko Yoshikawa como esposa de Hachiro
- Kikuno Inagaki (creditada como Nobuko Wakaba) como Eiko, amante de Hachiro
- Tomio Aoki como Kurō, filho do casal Momokawa

## Análise
Chanbara fufu é o primeiro filme dirigido por Mikio Naruse. É uma comédia burlesca cujo roteiro é de autoria de Shirō Kido, na época, novo patrão dos estúdios Shochiku.
Mikio Naruse atribuiu os papéis aos seus atores no mesmo dia em que recebeu o roteiro, fez uma pesquisa de locação no dia seguinte e depois filmou continuamente por trinta e seis horas. Ele desmaiou de exaustão no final das filmagens e foi Heinosuke Gosho, seu mentor e amigo, quem o substituiu na edição do filme.